# Chassigny
Chassigny is een gemeente in het Franse departement Haute-Marne (regio Grand Est) en telt 267 inwoners (1999). De plaats maakt deel uit van het arrondissement Langres.

## Geografie
De oppervlakte van Chassigny bedraagt 58,3 km², de bevolkingsdichtheid is 4,6 inwoners per km².
De onderstaande kaart toont de ligging van Chassigny met de belangrijkste infrastructuur en aangrenzende gemeenten.

## Demografie
Onderstaande figuur toont het verloop van het inwonertal (bron: INSEE-tellingen).